# 圣玛丽亚-马达莱纳
圣玛丽亚-马达莱纳是巴西里约热内卢州的一个市镇。总面积815.591平方公里，总人口10200人，人口密度12.5人/平方公里。